# فریتز فیلیپس
فریتز فیلیپس در سال ۱۹۰۵ در شهر آیندهوون هلند به دنیا آمد و دقیقاً ۱۰۰ سال بعد در سال ۲۰۰۵ دیده از جهان فروبست. وی لیسانس مهندسی مکانیک از دانشگاه دلفت هلند داشت و شرکت فیلیپس را قبل از جنگ جهانی اول تأسیس کرد. او به دلیل یهودی بودن مجبور به ترک هلند و مهاجرت به انگلستان شد ولی خیلی زود به هلند بازگشت. فیلیپس به دلیل نجات جان ۳۸۲ یهودی در جنگ جهانی دوم جایزه Yad Vashem را از اسرائیل دریافت کرد. وی از طرفداران سرسخت تیم پی‌اس‌وی آیندهوون بود و حتی در سن ۱۰۰ سالگی هم به تماشای بازی‌های این تیم می‌رفت و به جای نشستن در جایگاه، در میان مردم می‌نشست. در استادیم فیلیپس شهر آیندهوون هلند یک صندلی (بخش دی، ردیف ۲۲، صندلی شماره ۴۳) که وی همیشه روی آن می‌نشسته به افتخار آقای فیلیپس همیشه خالی است